# Steve Schirripa

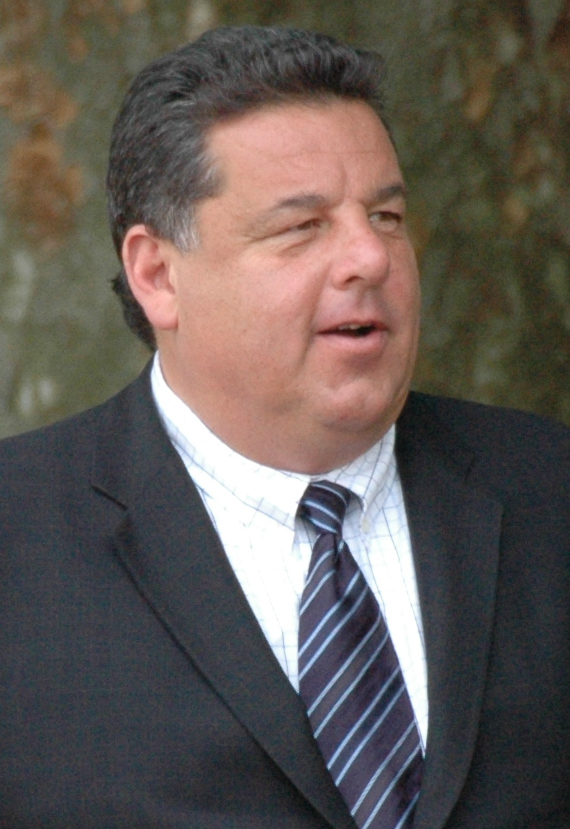
Schirripa, 2014

Steve Schirripa (New York, 1957) é um ator americano, mais conhecido por seu papel de Bobby Baccalieri na série The Sopranos da HBO.

## Biografia
Steve, filho de pai italiano e mãe judia, nasceu em Bensonhurst, Brooklyn, New York.
Durante seu trabalho em Los Angeles, ele conseguiu um papel no filme ganhador de Óscar, Casino. Ele interpretou um cliente de bar, na cena em que o personagem de Joe Pesci agride um homem com uma caneta.
Suas principais aparições incluem: Angel, Casino Cinema, Star Trek: Enterprise, Hollywood Squares, Joey, Law & Order, My Wife and Kids, Ed, Jeopardy!, The George Lopez Show, Tim and Eric Awesome Show, Great Job!, The King of Queens e The Sopranos.
Steve Schirripa agora reside na cidade de Nova Iorque, vive com sua esposa, Laura Schirripa, e suas duas filhas, Bria e Ciara.
Steve também tem escrito livros com Charles Fleming. Livros da série Goomba, os quais são: The Goomba's Guide to Life, The Goomba's Book of Love, e The Goomba Diet.
O ator já ganhou dois prêmios Screen Actors para melhor elenco numa série dramática em 2002 e 2004 pela série The Sopranos.